# Genoa Social Forum
Il Forum sociale di Genova, conosciuto in tutto il mondo come Genoa Social Forum oppure con il suo acronimo GSF, è stata una rete di movimenti, partiti, associazioni e società civile di contestazione no-global. Il portavoce nazionale era Vittorio Agnoletto.

## Storia

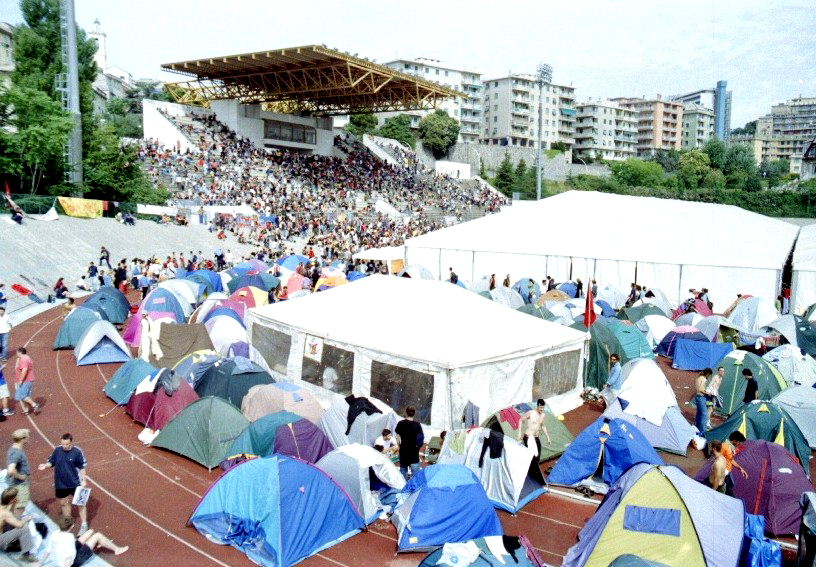
Lo stadio Carlini, una delle sedi di raccolta dei manifestanti no-global

Il GSF nasce a Genova nel 2000 come "Patto di Lavoro" in vista della riunione del G8 nel capoluogo ligure in cui sarebbero poi successi, i noti fatti del G8 di Genova. Assunse la dizione definitiva di Genoa Social Forum il 27 febbraio 2001 e ad esso aderirono 1187 sigle tra cui associazioni, partiti, centri sociali, sindacati e ONG italiane ed estere.
Nonostante le numerose richieste di incontri con rappresentanti delle istituzioni in previsione dell'organizzazione di un contro-forum, queste si resero disponibili solo per il 24 giugno 2001 nella persona del capo della Polizia Gianni De Gennaro. Il GSF chiese, attraverso i portavoce Vittorio Agnoletto e Luca Casarini, l'annullamento del G8, con la motivazione che la riunione dei capi di Stato e di governo era da considerarsi illegittima, in quanto pochi uomini potenti avrebbero preso decisioni destinate a condizionare popoli non rappresentati dal G8 e perché il divieto di entrare liberamente nella zona rossa costituiva una limitazione delle libertà costituzionali; tali richieste non furono accettate dal governo, motivando ciò con l'impossibilità di venire meno agli impegni internazionali precedentemente assunti dall'Italia, anche se questi fossero stati assunti dal precedente governo.

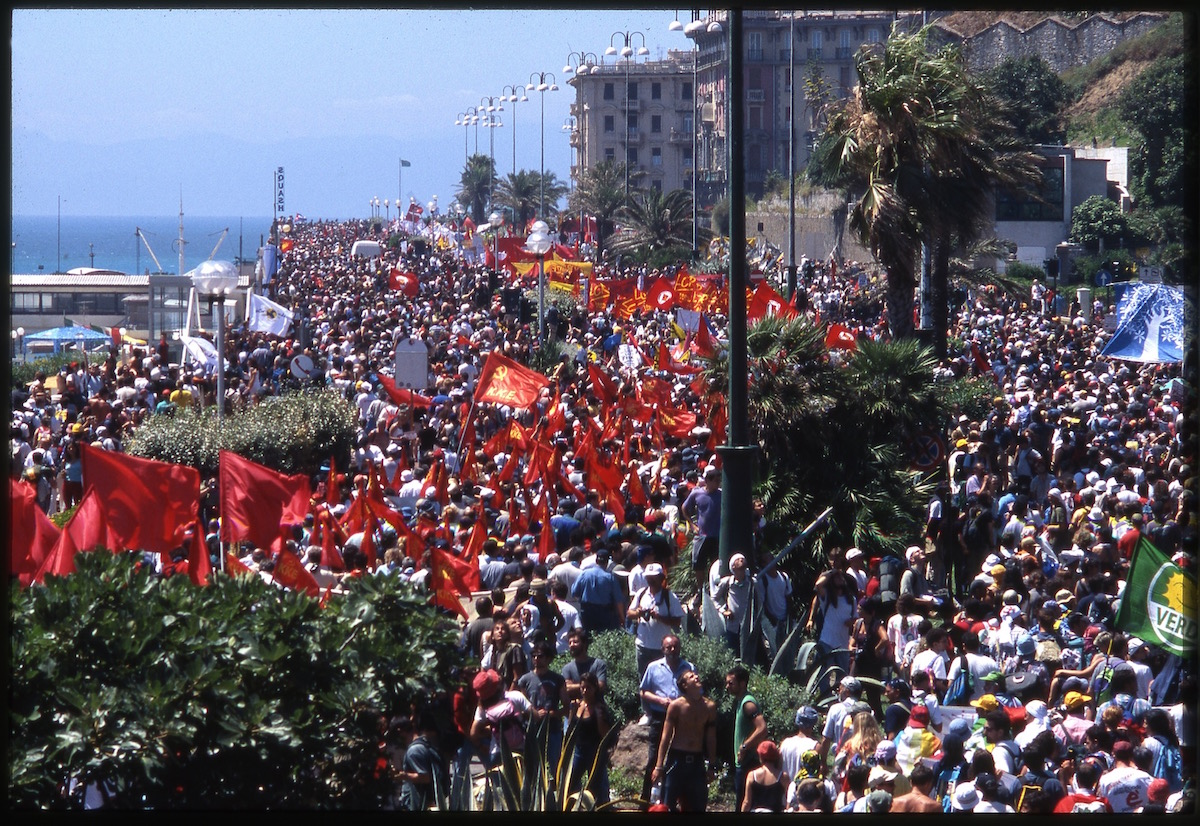
Corteo in Corso Italia, durante il G8 di Genova

Dopo il vertice del G8 a Genova, i movimenti e le associazioni che avevano dato vita al Genoa Social Forum decisero di continuare l'esperienza costituendo dei Social Forum in molte regioni e città italiane, per impegnarsi sui temi della globalizzazione solidale, dell'ambiente e della pace. Questo percorso si concretizzò con l'European Social Forum a Firenze nel 2002 e nelle assemblee nazionali l'1 e 2 marzo 2003 a Livorno e il 7 e 8 febbraio 2004 a Bologna. In questo periodo il movimento no-global organizzato nei Social Forum, si mobilitò contro la guerra in Iraq con manifestazioni pacifiste.

## Aderenti nazionali
I firmatari del GSF erano 1187, di cui 86 genovesi, 929 nazionali e 172 internazionali. Tra di esse vi erano:
- associazioni di carattere nazionale (ARCI, cinque ACLI provinciali e un circolo, due circoli ANPI, UISP, Arciragazzi)
- partiti politici di sinistra (Verdi, Partito Comunista del Proletariato d'Italia, due federazioni provinciali del Partito dei Comunisti Italiani, Partito della Rifondazione Comunista, nove circoli e la federazione genovese dei Democratici di Sinistra, un circolo dell'Italia dei Valori, Partito Marxista-Leninista Italiano, La Rete della Liguria, Partito Umanista, Socialismo 2000 di Lecce, Socialismo Rivoluzionario di Firenze e Genova)
- giovanili di partito (Federazione dei Giovani Socialisti, Federazione Giovanile Comunisti Italiani, Giovani Comunisti/e, Gioventù Federalista Europea, Sinistra Giovanile)
- sindacati (Cobas, S.in.COBAS, RdB-CUB, alcune organizzazioni della CGIL come la FIOM e Lavoro Società & Cambiare Rotta)
- associazioni studentesche (Studenti.Net, Unione degli Studenti, Unione degli Universitari)
- movimenti femministi (Marcia mondiale delle donne)
- movimenti di carattere religioso (Pax Christi, realtà ispirate alla Teologia della liberazione, Associazione comunità Papa Giovanni XXIII, Federazione Chiese Evangeliche, Suore del Buon Pastore di Genova, Chiesa Evangelica Valdese, Comunità di San Benedetto al Porto di Genova)
- associazioni ambientaliste (Legambiente, WWF)
- centri sociali (CS Leoncavallo, C.S.O.A. Terra Terra, Officina 99, CSOA La Talpa & l'Orologio, CSOA Emiliano Zapata, CSOA Terra di Nessuno, CS TPO, etc.)
- la Rete Lilliput, che riunisce vari soggetti minori impegnati nella cooperazione con il sud del Mondo
- l'associazione ATTAC
- ONG e Onlus (ISCOS, Mani Tese, LILA, MLAL, ICS - Consorzio Italiano di Solidarietà, COSPE, Movimento Federalista Europeo di Genova, AYUSYA, CCS - Centro Cooperazione Sviluppo, Progetto Continenti)
- ACM - Associazione Culturale Mignanego
- Altrimondi
- Associazione Agire Politicamente
- Associazione Città Aperta
- Associazione Gay-Lesbica Liberi Tutti
- Associazione Giuristi democratici
- Associazione Medici per l'Ambiente - ISDE
- Associazione per il Rinnovamento della Sinistra
- Associazione Pimpiripetta
- Associazione Ya Basta!
- Bambini Vittime
- Banca Popolare Etica
- CEDRITT
- COGEDE
- Consorzio Sociale Agorà
- Federazione Regionale Solidarietà e Lavoro
- Il Ce.sto
- Legacoop Liguria - Comparto Cooperative Sociali
- LOC - Lega degli obiettori di coscienza
- Macondo
- Marea
- Planet
- Rete ControG8
- Rete Campana No Global
- Associazione Sondagenova
- Time for Peace - Gruppo di Solidarietà Camogli